# Gentianella pseudazurea
Gentianella pseudazurea är en gentianaväxtart som först beskrevs av Valery Ivanovich Grubov, och fick sitt nu gällande namn av J. Holub. Gentianella pseudazurea ingår i släktet gentianellor, och familjen gentianaväxter. Inga underarter finns listade i Catalogue of Life.